# 角藤亮
角藤 亮（かくとう あきら、1946年 - ）は、日本の物理学者。
近畿大学産業理工学部 電気通信工学科 教授。

## 経歴
- 愛媛県大洲市(旧喜多郡河辺村川崎)出身。
- 1969年 京都大学理学部 物理学科
- 1974年 名古屋大学大学院理学研究科 物理学
- 1974年 - 1979年 近畿大学第二工学部 講師
- 1980年 - 1985年 近畿大学九州工学部 助教授
- 1999年 仁科記念賞

## 人物
愛媛県大洲市(旧喜多郡河辺村川崎)出身。
坂本小学生、河辺中学校、大洲高等学校、京都大学物理学科卒業。
1999年（第45回）仁科記念賞。

6人兄弟の末っ子。三男。
3歳の頃、家の近くのトウモロコシ畑で姉に置き去りにされ迷子になる。

中学生の頃バレーが得意だった。
その頃の身長は173cmほど。
受験のため部活を辞める際に、顧問から辞めないでくれ」と懇願された。

高校生の頃は実家を出て、寮に住んでいた。
寮から実家に帰る際に雪でバスがなく100km以上ある高校から徒歩で帰る。

学位
理学博士（名古屋大学）
研究者番号 30088637
所属学協会
日本物理学会
競争的資金等の研究課題
- バリオン数生成
- 超対称性
- Baryon number generation
- Supersymmetry